# Janez Janša
Janez Janša (născut Ivan Janša, n. 17 septembrie 1958, Grosuplje, Comuna Grosuplje, Slovenia) este un politician sloven și președintele Partidului Democrat Sloven din 1993. A fost prim-ministru al Sloveniei din 9 noiembrie 2004 până în 21 noiembrie 2008, din 10 februarie 2012 până în 20 martie 2013 și  din nou din  3 martie 2020 până în 25 mai 2022.